# Strelitzia juncea
Strelitzia juncea, detta strelitzia a foglie sottili, è una pianta endemica del Sudafrica, dove cresce, piuttosto rara, nell'area di Uitenhage e poco a nord di Port Elizabeth.

## Descrizione
Decisamente rara, la Strelitzia juncea è una delle Strelitziaceae più resistenti al freddo e alla siccità. Molto simile a Strelitzia reginae, ne differisce per le foglie che, come suggerisce il nome scientifico, sono simili a quelle di un giunco; lunghe sino a 2 metri, sono infatti cilindriche e prive di lamina fogliare, che tuttavia è presente nei giovani esemplari.
I fiori sono arancioni come in Strelitzia reginae, che sbocciano su lunghi scapi cilindrici tra maggio e ottobre, più corti delle foglie (le spate si trovano inferiormente rispetto agli apici fogliari, contrariamente a Strelitzia reginae nella quale si trovano al di sopra delle foglie). Sono inoltre leggermente più piccoli di quelli di Strelitzia reginae. Le infiorescenze compaiono dopo 3 o 4 anni di vita della pianta.